# Optička pinceta
Optička pinceta je znanstveni instrument koji se koristi vrlo uskim laserskim snopom kako bi njime djelovao na mikroskopske čestice privlačnom ili odbojnom silom od najčešće nekoliko pikonjutna. Može pokrenuti i zarobiti čestice promjera od pet nanometara do nekoliko mikrometara i držati ih nepomične u prostoru. Osnovni dijelovi optičke pincete su laser, dvije optičke leće i detektor (fotodioda). Laser je izvor svjetlosti a promatrani uzorak nalazi se na putu laserske svjetlosti, između dviju leća. Prva leća fokusira paralelan snop laserske svjetlosti tako da mu je žarište u uzorku, a nakon prolaska svjetlosti kroz uzorak druga leća hvata raspršenu svjetlost i stvara paralelan snop. Čestica se zarobljava u središtu laserskoga snopa neposredno ispred žarišta. S pomoću detektora bilježi se interferencija laserske svjetlosti koja je prošla kroz uzorak bez raspršenja i svjetlosti koja se raspršila, što omogućuje određivanje položaja čestice s točnošću od jednoga nanometra.
Optička pinceta se uspješno primjenjuje na primjer za hvatanje i pomicanje pojedinih molekula DNK, za istraživanje koloidnih sustava, molekula koje služe za prijenos tvari u stanici, za hvatanje pojedinih virusa ili bakterija. Prvi se njome koristio A. Ashkin 1986., za što je 2018. dobio Nobelovu nagradu za fiziku.

## Objašnjenje
27 godina prije nego što su znanstvenici dokazali da laserska svjetlost može usporiti atome (atomska stupica), A. Ashkin je usporavanje i zarobljavanje predmeta u optičkoj stupici pokazao na malim dielektričnim (električni izolator) kuglicama. Naime, već tada ga je zanimalo kako tlak elektromagnetskog zračenja (radijacijski tlak) iz laserskog zračenja utiče na kretanje predmeta. Glavni izazov u istraživanju optičkih sila bilo je nalaženje mehanizma kojim će se izbjeći zagrijavanje predmeta koje, zbog termalnog gradijenta, stvara silu čiji je učinak nekoliko redova veličina jači od sile uzrokovane tlakom zračenja. Ashkin je problem riješio obasjavanjem prozirnog, neapsorbirajućeg medija: mikrometarskih dielektričnih kuglica uronjenih u vodu. Ashkin je opazio da se mikrometarske kuglice ubrzavaju u smjeru rasprostiranja laserske zrake, ali također je opazio i manje pronicav rezultat koji proizlazi iz postojanja sile koja usmjerava kuglice prema središtu, odnosno prema osi laserske zrake. Ashkin zaključuje da prilikom sudara fotona o neapsorbirajuću (neelastičnu) kuglicu dolazi do promjene količine gibanja fotona, koji rezultira impulsom sile. Dakle, svjetlost djeluje optičkom silom na predmete.
Uz pomoć ove jednostavne zamisli te uz pomoć osnovnih zakona geometrijske optike (zakona loma i zakona refleksije, koju zovemo 
defleksijom) matematički izvodi dijagram sila za dvije prostorne udaljenosti od središta laserske zrake – za mjesto gdje je kuglica bliže središtu zrake i za mjesto gdje je kuglica dalje od središta laserske zrake. Laserska zraka ima, idealno, Gaussovu raspodjelu jakosti, s najvećom vrijednošću jakosti na osi zrake. Iz dijagrama sila koje djeluju na kuglu, rezultanta sila dolazi kao rezultat loma i defleksije dvije zrake na različitim dijelovima zakrivljene plohe kugle, pri ulasku svjetlosti u kuglu i prilikom izlaska iz kuglu. Ta sila ima dvije komponente – jednu koja ubrzava česticu prema središtu zrake, u smjeru povećanja jakosti laserske zrake, te drugu koja usmjerava česticu u smjeru gibanja fotona, dakle od izvora zračenja. Upravo takvo ponašanje je pokusima i opaženo: kada je laser bio isključen, kuglice od lateksa su se gibale Brownovim gibanjem u posudi s vodom; u trenutku dok je laserska zraka prolazila kroz sredstvo, kuglice bi se počele usmjereno gibati – prema središtu (osi) laserske zrake – dakle u smjeru gradijenta jakosti laserske zrake i u smjeru zrake.
Ashkin je ponovio pokus i za slučaj kuglica indeksa loma manjeg od vode: raspršio je mjehuriće zraka u sredstvu velike viskoznosti – 80% vodenoj otopini glicerola. Pokazao je da se mjehurići zraka veličine otprilike 8 mikrometara kreću u smjeru prostiranja laserske zrake, ne u smjeru udaljavanja od osi zrake. Rezultantna sila je bila usmjerena od središta laserske zrake, jer je lom svjetlosti na dodiru s plohom manjeg indeksa loma drugačiji nego u slučaju kuglica od lateksa pa je i rezultantna sila drugačijeg usmjerenja. Ovim pokusom pokazao je da se dielektrične kuglice indeksa loma većeg od indeksa loma vode kreću u smjeru povećanja (gradijenta) jakosti (prema središtu zrake), dok se kuglice indeksa loma manjeg od indeksa loma otopine kreću u smjeru smanjenja jakosti (od središta zrake) – u smjeru negativnog gradijenta. Ashkin je pokazao da pokusom opažena sila u smjeru prema središtu osi zrake i u smjeru prema naprijed dovodi do stvaranja pravog optičkog potencijala koji je rezultat činjenice da postoji tlak zračenja. Rezultate svog istraživanja objavio je u članku Acceleration and Trapping of Particles by Radiation Pressure iz 1970. kojeg je objavio u časopisu Physical Review Letters.
U istom radu, Ashkin pokusom provjerava i sljedeću hipotezu: ako bi netko imao dvije potpuno identične laserske zrake, suprotnih smjerova, koje bi se presijecale negdje u prostoru, one bi tvorile optičku stupicu za neapsorbirajuća tijela u toj točki prostora, zahvaljujući silama koje proizlaze iz tlaka zračenja, a koje bi se u toj točki prostora poništile i utjecale na mirovanje tijela. Ashkin je ponovio pokus s kuglama disperziranim u vodi i opazio je sljedeće: kuglice obasjane samo jednom laserskom zrakom imaju veliku brzinu gibanja u smjeru prema središtu zrake i u smjeru zrake. Ako se potom uvede dodatna zraka, jednake jakosti, ali suprotnog smjera, kuglica se počne zaustavljati te se konačno zarobi u optičku stupicu, to jest ostane zatočena u jednoj točki prostora. Ako se bilo koja od dviju zraka zaustavi, kuglica se brzo ubrza u smjeru rasprostiranja zrake koja je ostala prisutna u sredstvu. Ponovnim obasjavanjem kuglica iz oba smjera, one se vraćaju u ravnotežni položaj u kojem se i zaustavlja. Ashkina je zanimala primjena tlaka zračenja i optičke stupice na atomske i molekulske sustave. Naime, atomi i molekule su po svojoj prirodi poprilično prozirna sredstva. No, ako ih se obasja laserskom svjetlošću čija je frekvencija točno ugođena na frekvenciju atomskog prijelaza, udarni presjek za međudjelovanje atoma s laserskom svjetlošću postaje deset milijuna puta veća od njegovog geometrijskog presjeka. To znači da će atom apsorbirati svjetlost, foton, i dobiti moment gibanja u smjeru gibanja fotona. No, prilikom emisije fotona, oni se emitiraju nasumično u svim smjerovima pa je ukupna sila na atom u smjeru prostiranja zrake. Načelo optičke stupice usporava atom u središtu stupice, što se kasnije iskoristilo za lasersko hlađenje atoma u magnetooptičkoj stupci, za koju je Ashkinov suradnik S. Chu zajedno s C. Cohen-Tannoudjijem i W. D. Phillipsom nagrađen Nobelovom nagradom za fiziku 1997. 
Kroz već prije spomenutu suradnju s kolegom iz Bell Laboratorija S. Chuom, Ashkin je radio i na problemu optičke manipulacije sitnim dielektričnim česticama u polju fokusirane laserske zrake. U radu objavljenom u časopisu Optics Letters: Observation of a single-beam gradient force optical trap for dielectric particles iz 1986. objavljeni su rezultati pokusa vezani za proučavanje učinka fokusiranog laserskog zračenja na uhvat sitnih kuglica raspršenih u sredstvu nižeg indeksa loma (voda). U sličnom pokusu kao i prethodno opisanom, uveli su lasersku zraku u tekući sredstvo, fokusirali je lećom objektiva i opazili da dielektrične kuglice ulaze u žarište laserske zrake, no da se ne nastavljaju gibati u smjeru zrake, već da ostaju zatočene u tom žarištu. Razlog takvom ponašanju je činjenica da je optička sila usmjerena uvijek prema mjestu jače jakosti, u ovom slučaju to je žarište zrake. Prijenos impulsa sile raspršenog zračenja na uhvaćenoj kuglici je takav da proizvodi silu čiji je rezultantni smjer u smjeru zadržavanja u žarištu zrake, odnosno takav da poništava učinak prijenosa impulsa fotona u smjeru zračenja. Na taj način čestica ostaje zarobljena u optičkoj pinceti. Svaki put kad žarište laserske zrake promijeni svoj položaj, zarobljena čestica prati taj pomak te ostaje i dalje čvrsto zarobljena u žarištu zrake. 
Ashkin je vidio velike mogućnosti u primjeni optičkih pinceta u biologiji. Krajem osamdesetih godina 20. stoljeća, demonstrirao je primjenu optičke stupice na viruse i žive stanice, poput bakterija, pri čemu je koristio infracrveno zračenje niske energije ne bi li izbjegao termalno zagrijavanje i uništenje živih uzorka. U radu iz 1987. pod naslovom Optical trapping and manipulation of viruses and bacteria objavljenom u časopisu Science, Ashkin je, zajedno sa suradnikom Josephom M. Dziedzicem, prikazao prvu primjenu laserske pincete na bakteriju Escherichia coli i virus mozaika duhana. Optička pinceta postala je neizostavan svjetlosni alat za izučavanje živih stanica i njihovih dijelova te procesa koji se u njima odvijaju. Znanstvenici svakodnevno koriste ovu tehniku u istraživanjima u području biofizike i biologije. Optičke se pincete uspješno koriste u istraživanju biofizike na nivou jedne molekule. Omogućile su složena istraživanja elastičnosti i dinamike savijanja molekula poput DNK, RNK, bjelančevina i drugih složenih biopolimera. Optičke pincete također su pomogle daljnjem razumijevanju kako "motorni proteini", kao što su kinezin i miozin, pretvaraju kemijsku energiju u mehanički rad. Takvi biološki motori djeluju na nanometarskim udaljenostima malim silama iznosa 10−12 N (pN). Upravo potreba za razumijevanjem sila u ovim bjelančevinama bila je važan pokretač razvoja tehnologije optičkih pinceta osjetljivih i na tako male sile. Optičke pincete omogućile su istraživanja velikog broja mehanički aktivnih enzima, uključujući i mnoge koji su uključeni u biokemijske procese vezane za DNK molekulu. Optičke pincete također se koriste za proučavanje živih bioloških stanica. U početku su se koristile za selekciju, manipuliranje, guranje i privlačenje (eng. Push and Pull) stanica, dakle, kao sredstvo kojim se kontrolira položaj stanice u prostoru. Kasnije je primjena optičkih pinceta omogućila i kvantitativno istraživanje procesa u živoj stanici ili oko nje, poput djelovanja sila u citoskeletu, proučavanju staničnih organela te složenih staničnih procesa kao što je na primjer stanična dioba. Upravo zahvaljujući činjenici da se laserskom svjetlošću može precizno upravljati živim stanicama u stvarnim uvjetima, došlo se do otkrića novih pojava i rješavanja starih problema u području stanične biologije.
Iz svega navedenog, možemo reći da je pionirski rad A. Ashkina u izučavanju tlaka zračenja i višegodišnje istraživanje pojava koje iz njega proizlaze, usavršavanje postava pokusa i širenjem mogućnosti primjene optičkih stupica i optičkih pinceta ostavilo nezaboravan trag na znanost i istraživanje. To je razlog zašto je Ashkin dobio Nobelovu nagradu za fiziku.

## Tlak elektromagnetskog zračenja
Tlak elektromagnetskog zračenja, radijacijski tlak ili svjetlosni tlak je tlak kojim svjetlost ili drugo elektromagnetsko zračenje djeluje na plohu na koju pada. U svakodnevnim uvjetima zanemarivo je malen, ali može biti velik za lasersko zračenje usmjereno na malu površinu. Tlak elektromagnetskog zračenja Sunca nije zanemariv pri proračunima putanja međuplanetarnih letjelica. Prvi ga je opisao J. Kepler (1619.) tumačeći zašto je rep kometa uvijek usmjeren poprečno (radijalno) od Sunca, teorijski ga je predvidio J. C. Maxwell (1862.), a prvi je pokusom dokazao njegovo postojanje (1899.) i izmjerio njegovo djelovanje na molekule plina (1909.) P. N. Lebedev. 
Tlak elektromagnetskog zračenja je tlak koji pritišće bilo koju površinu, koja je izložena elektromagnetskom zračenju. Ako ga površina upije, onda je tlak jednak iznosu zračenja podijeljenim brzinom svjetlosti. Ako je zračenje potpuno odbijeno (reflektirano), onda je tlak elektromagnetskog zračenja dvostruk. Tako na primjer, Sunčevo zračenje ima snagu 1370 W/m2, pa je onda tlak elektromagnetskog zračenja 4,6 x 10-6 Pa (upijeno).